# Taut & Hoffmann

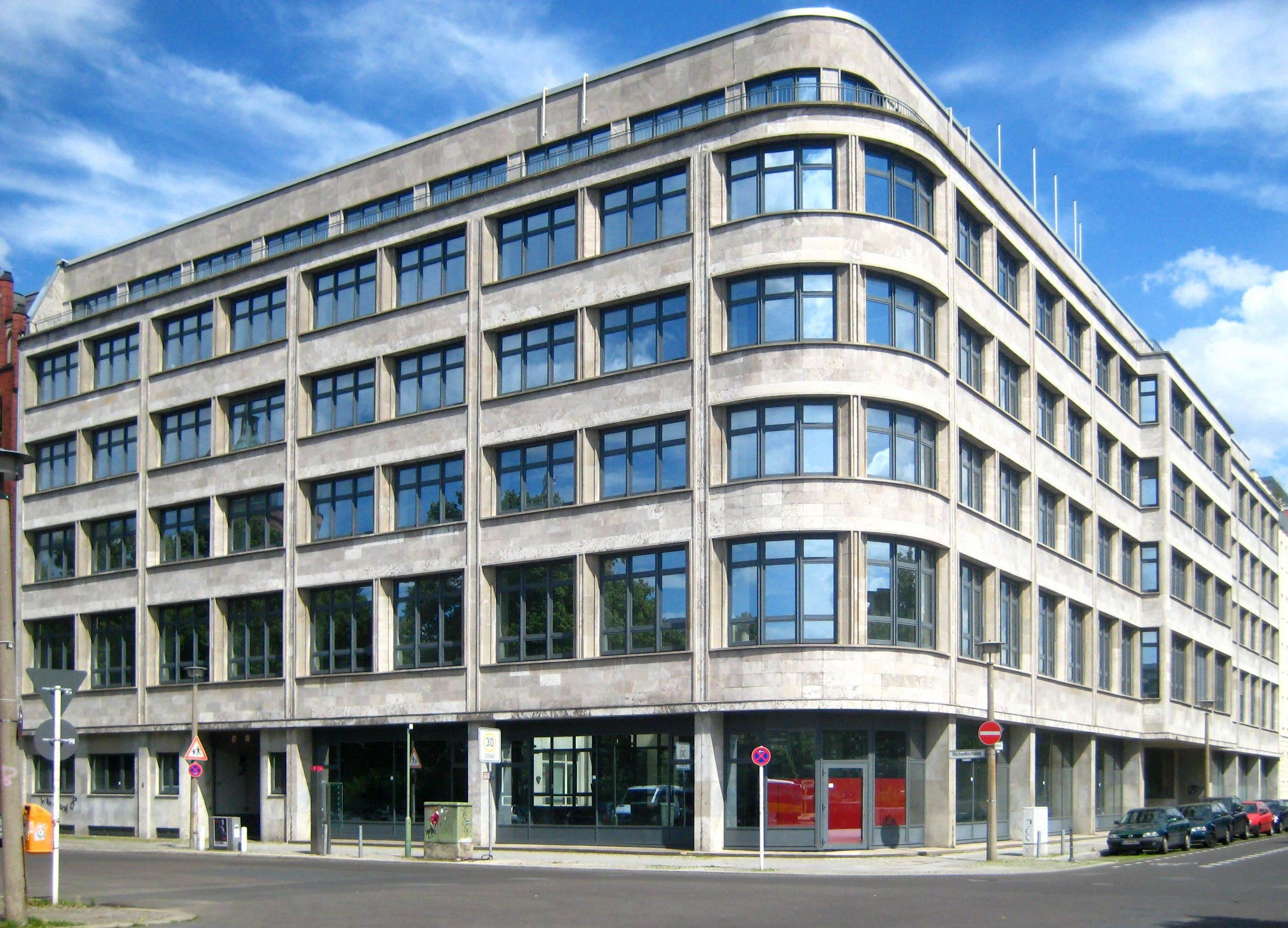

Taut & Hoffmann var en arkitektbyrå i Berlin grundad 1909 av Bruno Taut och Franz Hoffmann. Senare anslöt Max Taut samt ett stort antal medarbetare. Taut & Hoffmann tillhörde de mest framgångsrika byråerna under perioden och var tidvis den största byrån i Berlin. Byrån skapade en rad byggnader i Berlin som idag är byggnadsminnesmärkta. Byrån utformade bostadshus, villor, fabriker och förvaltningsbyggnader. Flera kända arkitekter var medarbetare, bland dem Wilhelm Büning, Martin Wagner, Franz Hillinger och John Martens.

## Utvalda verk
- Siedlung Schillerpark i Wedding i Berlin
- Siedlung Eichkamp i Berlin
- Haus des Deutschen Verkehrsbundes i Berlin
- Gewerkschaftshaus i Berlin